# Енком'єнда

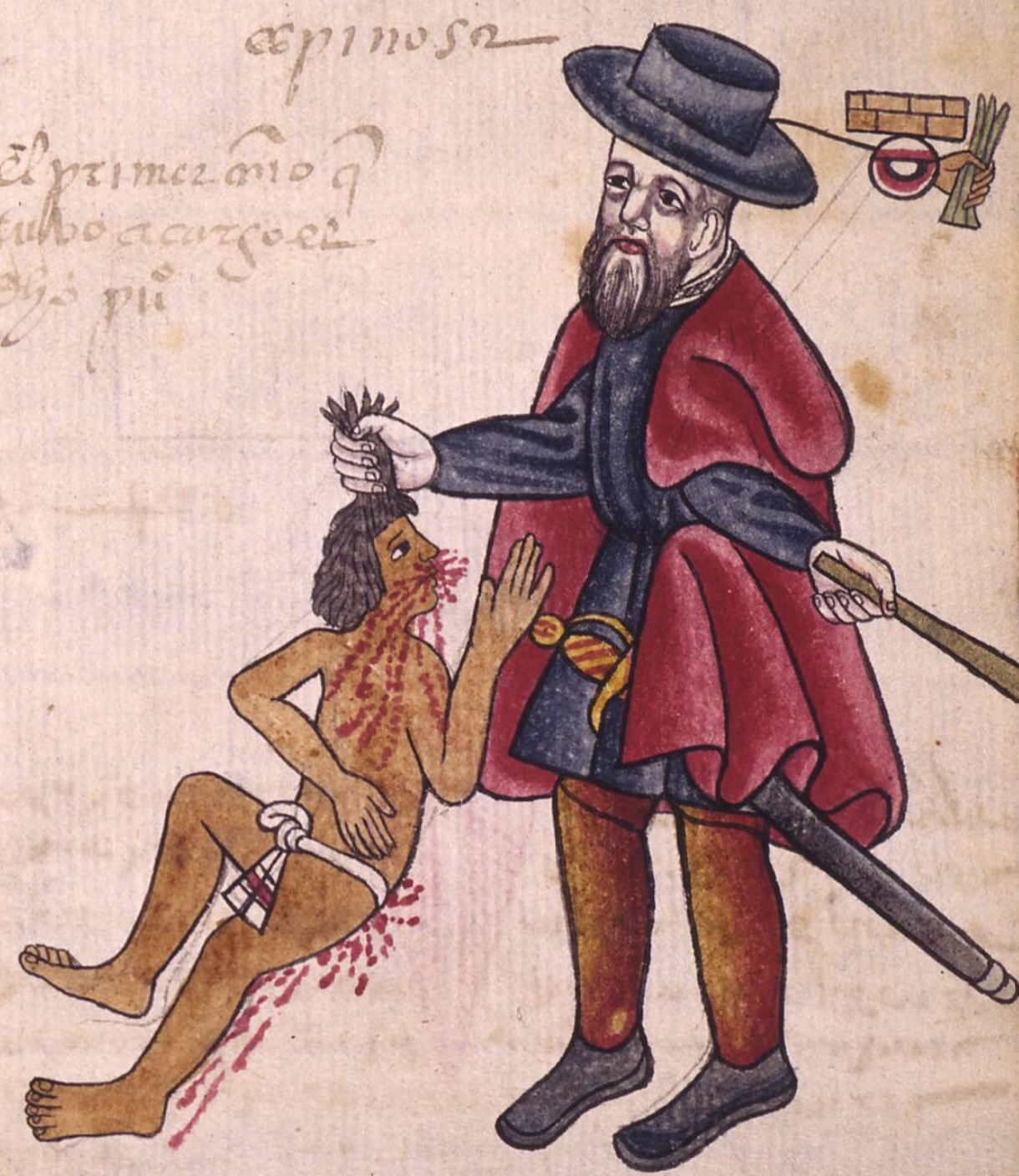
Ілюстрація з Кодексу Кінгсборо: енкомендеро (поміщик) карає індіанця

Енком'єнда (ісп. encomienda — букв. — піклування, захист) — форма залежності населення іспанських колоній від колонізаторів. Запроваджена 1503 року. Падіння енком'єнди почалося 1510 року, коли домініканські місіонери почали протестувати проти зловживань щодо місцевих жителів. Скасована в XVIII столітті.
Місцеві жителі «доручалися» енкомендеро (поручителю) та були зобов'язані платити податок та виконувати повинність (робота на рудниках). Спочатку енком'єнда передбачала низку заходів, які повинні були проводитися колоністами, з метою навернення індіанців у християнство та прилучення їх до європейської культури. Проте під час втілення в життя вона майже повсюдно виродилася в кріпацтво.